# Julian Walsh
Julian Jrummi Walsh (ウォルシュ・ジュリアン・ジャミイ (Uorushu Jurian Jamii?); Kingston, 18 settembre 1996) è un velocista giapponese, detentore del record asiatico della staffetta 4 x 400 m.

## Palmarès
| Anno | Manifestazione      | Sede    | Evento      | Risultato  | Prestazione | Note            |
| ---- | ------------------- | ------- | ----------- | ---------- | ----------- | --------------- |
| 2014 | Mondiali juniores   | Eugene  | 4×400 m     | Argento    | 3'04"47     |                 |
| 2015 | Campionati asiatici | Wuhan   | 4×400 m     | Bronzo     | 3'03"47     |                 |
| 2015 | Universiadi         | Gwangju | 4×400 m     | Argento    | 3'07"75     |                 |
| 2018 | Giochi asiatici     | Jakarta | 4×400 m     | Bronzo     | 3'01"94     |                 |
| 2019 | Campionati asiatici | Doha    | 4×400 m     | Oro        | 3'02"94     |                 |
| 2022 | Mondiali            | Eugene  | 400 m piani | Semifinale | 45"75       |                 |
| 2022 | Mondiali            | Eugene  | 4×400 m     | 4º         | 2'59"51     | Record asiatico |